# Sierra de Pardos
La Sierra de Pardos es una sierra del Sistema Ibérico situada en la Comunidad de Calatayud, en la provincia de Zaragoza. La sierra está situada en un eje Noroeste-Sureste. En su ladera sur se encuentra el valle del río Ortiz y en la ladera norte discurre el barranco de La Rambla, que discurre por un ancho valle. Ambas cuencas derivan en el río Jalón, afluente del río Ebro. El cultivo más característico de la zona es la vid, que se explota desde tiempos inmemoriales en las lomas de esta sierra, dando origen a caldos de gran calidad avalados por la D. O. Calatayud. El pico de mayor altura es el Pico La Cruz, de 1266 m s. n. m., llamado de esta forma por encontrarse una cruz de importantes dimensiones en su cima.

## Vegetación
A lo largo de la sierra se puede encontrar un denso bosque de pino de repoblación que fue plantado en la década de 1960, a lo que hay que sumar algunas zonas de carrascales especialmente densas. En la zona norte predominan los matorrales esclerófilos de color pardo, de los que quizás derive su nombre.

## Fauna
En la zona existen poblaciones de corzo muy numerosas, también puede observarse el jabalí, las perdices y los conejos. El lobo ya no se puede encontrar en la sierra debido a la persecución a la que fue sometido en el pasado. El mayor carnívoro actualmente es el zorro, por lo que las poblaciones de corzo o jabalí no tienen más depredador que el cazador. En el Río Ortiz se han encontrado nutrias, así como en los cercanos río Piedra y río Mesa.

## Población
La sierra se divide entre los términos municipales de Castejón de Alarba, Olvés, Munébrega, Nuévalos, Monterde y Abanto. Todos estos son pequeños pueblos agrícolas amenazados por la despoblación.
Cabe destacar cerca de Nuévalos y dentro de su término municipal el Monasterio de Piedra, de origen cisterciense, con vista a las numerosas cascadas y saltos de agua del río Piedra en su entorno, paraje que contrasta con la aridez de las zonas circundantes. El monasterio ha sido parcialmente reconstruido y alberga un hotel.

## Historia
En uno de los valles de la sierra, mirando hacia el valle del río Ortiz, se encuentra el despoblado de Pardos, en un enclave situado a 1025 m s. n. m. En una de las lomas sobre el despoblado se encuentra la fortaleza de Pardos, con un torreón de origen musulmán, del que tan solo se conserva la base, al igual que otro torreón de similar origen enclavado en otra loma, en la cara opuesta del valle. Estas fortificaciones se utilizaban para vigilar el valle del río Ortiz ya que debido a su reducido tamaño no habrían servido en ningún caso como elemento defensivo. En el valle del Barranco de la Rambla, se encuentra un cabezo de especial importancia, pues en él se encuentra el yacimiento de Mundobriga, de origen celtíbero.